# Giovanni Battista Martini
Giovanni Battista (Giambattista) Martini, kaldt Padre Martini, (født 24. april 1706, død 3. august 1784) var en italiensk musiklærd og komponist, søn af en musiker i Bologna. 
Martini fik tidlig undervisning i musik, men trådte dog allerede i sit 15. år ind i franciskanerordenen, blev senere præsteviet og kapelmester ved Franciskanerkirken i Bologna. Med stor iver kastede han sig over matematiske, musiktekniske og historiske studier og blev som musiklærd sin tids første autoritet, berømt for sin omfattende viden, sit store bibliotek og sin ualmindelige lærerdygtighed. Han var medlem af akademierne i Rom og Bologna. 
Foruden en del mindre og større skrifter af musikvidenskabelig art udgav han studier i kontrapunkt: Esemplare ossia saggio fondamentale pratico del contrappunto med samlinger af mønstereksempler (2 bind, 1774—75) og en Storia della musica (3 bind, 1757—81), der dog ikke når videre end til den antikke græske musik.
Som komponist optrådte Giovanni Battista Martini med en del kirke- og orgelmusik.